# 罗斯·格兰维尔·哈里森
罗斯·格兰维尔·哈里森（英語：Ross Granville Harrison，1870年1月13日—1959年9月30日）是一位美国生物学家和解剖学家，耶鲁大学斯特灵教授，1913年当选美国国家科学院院士，1940年当选英国皇家学会外籍会士，是組織培養研究的先驱。